# Nam Lộc
Nam Lộc, tên đầy đủ là Nguyễn Nam Lộc (sinh năm 1944) là một nhạc sĩ người Mỹ gốc Việt. Ông được biết đến qua một số nhạc phẩm và vai trò MC cho chương trình ca nhạc của Trung tâm Asia.

## Thân thế
Nam Lộc sinh ra tại Bắc Ninh, người con thứ 2 trong gia đình 11 anh chị em. Ông di cư vào Nam năm lên 10.

## Sinh hoạt âm nhạc
Lớn lên ở Sài Gòn ông tham gia phong trào nhạc trẻ vào đầu thập niên 1960 rồi mở lối "Việt hóa" nhiều bản nhạc ngoại quốc thịnh hành bằng cách đặt lời tiếng Việt. Cũng trong nhóm đó có những nhạc sĩ tên tuổi như Phạm Duy, Trường Kỳ, Nguyễn Duy Biên, Tùng Giang, Jo Marcel... Vào những năm đó Nam Lộc điều hành quán cà phê "Quán Gió". Ông cũng hợp tác với Cục Tâm lý chiến thuộc Nha Chiến tranh Tâm lý trình diễn Đại hội Nhạc trẻ quy mô ở sân vận động Hoa Lư và Thảo Cầm Viên Sài Gòn.

## Hoạt động cộng đồng
Năm 1975, ông cùng gia đình sang tị nạn tại Hoa Kỳ và bắt tay làm việc tại cơ quan thiện nguyện USCC giúp đồng bào định cư.
Đối với cộng đồng người Mỹ gốc Việt, Nam Lộc góp sức trong việc xây dựng Tượng đài Chiến sĩ Việt Mỹ ở Westminster, California.
Ngày 12 Tháng Bảy năm 2022, Nam Lộc được Sở Di Trú và Nhập Tịch Hoa Kỳ (USCIS) chọn làm một trong tám “Đại Sứ Quốc Tịch” (Citizenship Ambassador). Theo USCIS, nhiệm vụ của Đại Sứ Quốc Tịch bao gồm chia sẻ kinh nghiệm về thủ tục nhập tịch, nhấn mạnh lợi ích của việc trở thành công dân Mỹ, xóa tan tin đồn và hiểu lầm, và khuyến khích mọi người trở thành công dân Mỹ. 

## Tác phẩm

### Nhạc ngoại quốc, lời Việt
- Chỉ là giấc mơ qua ("Yellow Bird")
- Cho Quên thú đau thương ("Main dans la main")
- Chủ nhật xám
- Dĩ vãng buồn ("I’ll Never Fall In Love Again")
- Dòng đời ("My way")
- Đời du ca ("Espana Cani")
- Mây Lang thang ("The Cowboy's Work Is Never Done")
- Một thời để yêu (nhạc phẩm tiếng Pháp "Les Amoureux Qui Passent")
- Mùa thu lá bay (ký tên Lệ Thanh)
- Ngày hôm qua ("Yesterday")
- Người tình em yêu
- Như mùa thu lá bay ("Ben")
- Phút bên em ("L’Amour Avec Toi")
- Tình ca cho em ("Goodbye To Love")
- Tình yêu! Tình yêu! ("Sabaay! Sabaay!")
- Trưng vương khung cửa mùa thu (ký tên Nam Lộc - Nguyễn Thị Lệ Thanh, nhạc khúc tiếng Anh "Tell Laura I Love her")

### Nhạc và lời của Nam Lộc
- Anh đã quên mùa thu (viết chung với Tùng Giang)
- Em vẫn chờ anh
- Giọt tình sầu (thơ của Trần Mộng Tú)
- Mẹ ơi khi con vừa trở lại
- Một mai khi trở lại
- Một ngày vui năm đó
- Người di tản buồn
- Sài Gòn bây giờ buồn không em?
- Sài Gòn ơi! Vĩnh biệt
- Xin đời một nụ cười